# Sainte-Croix-Volvestre
 Sainte-Croix-Volvestre  là một xã ở tỉnh Ariège, thuộc vùng Occitanie ở phía tây nam nước Pháp.